# Beatriz, Condessa de Arundel
Beatriz de Portugal (Veiros, c. 1380 – Bordéus, novembro de 1439) era filha natural de João I de Portugal e Inês Pires.

## Biografia
Ela era irmã de Afonso I, Duque de Bragança e meia-irmã de D. Duarte I de Portugal.
Beatriz talvez tenha nascido em 1380, possivelmente em Veiros no Alentejo e morreu em Bordéus em novembro de 1439.
Casou com Thomas FitzAlan, 12.º Conde de Arundel, em 26 de Novembro de 1405 em Londres na presença do rei Henrique IV de Inglaterra.
Este casamento foi idealizado para estreitar relações entre as casas reais de Portugal e Inglaterra e, para tal, segundo Fernão Lopes, tinha sido inicialmente encarregue João Vaz de Almada para o negociar.
Sir Thomas, que morreu em 13 de Outubro de 1415; ela depois, em 1432, acredita-se que terá casado com John Holland, 2.° Conde de Huntingdon.
Ela é muitas vezes confundida com outra dama portuguesa, Beatriz, esposa de Gilbert Talbot, 5.º Barão de Talbot.